# BayernCloud Schule
Die BayernCloud Schule (kurz ByCS) ist eine digitale Plattform für Unterricht des Bayerischen Staatsministeriums für Unterricht und Kultus. Sie bietet zentral bereitgestellte Software-Anwendungen, die an allen Schulen in Bayern und Behörden aus dem Ressortbereich dieses Ministeriums eingesetzt werden können. Neben Werkzeugen zur digitalen Kommunikation und Kollaboration sowie pädagogische Anwendungen von Mebis umfasst die ByCS weitere Softwareanwendungen zur Organisation und Verwaltung des digitalen Schulalltags.

## Anwendungen
Das Dashboard des Web-Portals bietet mit einer Anmeldung (Single Sign-on) einen nutzungsgruppenspezifischen Zugang zu den Angeboten der BayernCloud Schule. Neben den pädagogischen Anwendungen und digitalen Unterrichtsinhalten von mebis – Landesmedienzentrum Bayern als zentraler Teil der BayernCloud Schule stellt die ByCS u. a. einen speziell auf den schulischen Einsatz ausgerichteten Videokonferenzdienst, ein dienstliches E-Mail-System, einen Messenger-Dienst, sowie einen Cloud-Speicher mit integriertem Web-Office-System zur Verfügung. Ein zentrales Identitäts- und Rechtemanagement ermöglicht der schulischen Administration, neben der Benutzer- und Gruppenverwaltung auch die Angebote der BayernCloud Schule direkt in der Anwendungsverwaltung zu aktivieren. Die Angebote der ByCS sind an den Schulen datenschutzkonform einsetzbar.
Zu allen Anwendungen und Funktionen steht ein Hilfe- und Tutorialbereich zur Verfügung, sowie der ByCS-Support.

## Projektbeteiligte
Das Programm ByCS wird ressortübergreifend als interministerielles Programm unter Beteiligung dreier bayerischer Ministerien und deren nachgeordneten Behörden realisiert. Das Staatsministerium für Unterricht und Kultus (StMUK) unter Einbindung des Staatsinstituts für Schulqualität und Bildungsforschung (ISB) und der Akademie für Lehrerfortbildung und Personalführung (ALP) Dillingen verantwortet die fachliche Konzeption und inhaltliche Steuerung. Das Staatsministerium der Finanzen und für Heimat (StMFH) begleitet, insbesondere mit dem 2020 gegründeten Schul-Rechenzentrum (Schul-RZ) im IT-Dienstleistungszentrum des Freistaats Bayern (IT-DLZ) beim Landesamt für Digitalisierung, Breitband und Vermessung (LDBV), die technische Umsetzung. Das Staatsministerium für Digitales (StMD) unterstützt mit seinen Innovationslaboren den Entwicklungsprozess der ByCS durch Bedarfsanalysen und Nutzungsakzeptanztests.
Die Umsetzung wird vom Bayerischen Landesbeauftragten für den Datenschutz (LfD), dem Landesamt für Datenschutzaufsicht (LDA) und dem Landesamt für Sicherheit in der Informationstechnik begleitet.

## Technologiepartner
Die technische Umsetzung der BayernCloud Schule erfolgt u. a. durch mehrere externe Dienstleister. Die Manage Now GmbH stellt in Kooperation mit der Sdui GmbH, der Plusserver GmbH sowie der ownCloud GmbH die Dienste ByCS Messenger und ByCS Drive bereit. Grundlage bilden hierbei die Open-Source-Kommunikationsplattformen Matrix und Element sowie die File-Sync-and-Share-Lösung ownCloud Infinite Scale und das Online-Office ONLYOFFICE. Der Videokonferenzdienst ByCS Viko basiert auf der Lösung Visavid, die von der Auctores GmbH entwickelt und betrieben wird. Die digitale Tafel wird auf Grundlage des Produkts GeoGebra Notes von GeoGebra bereitgestellt.